# دفنة اسكويرولية
دفنة اسكويرولية (الاسم العلمي:Daphne esquirolii) هي نوع من النباتات يتبع جنس الدفنة من الفصيلة المثنانية.